# Orophosaurus
Orophosaurus là một chi plesiosaur đã tuyệt chủng.